# B.J.アームストロング
B・J・アームストロングことベンジャミン・ロイ・アームストロング・ジュニア（Benjamin Roy Armstrong Jr., 1967年9月9日- ）は、アメリカ合衆国・ミシガン州デトロイト出身の元プロバスケットボール選手。ポイントガードとして1990年代シカゴ・ブルズの栄光を支えた。身長188cm。

## 経歴
地元の高校を卒業後、アイオワ大学に進学、アシスト数517は未だに歴代1位、スティール178（歴代3位）、1705得点（歴代4位）、スリーポイントシュート成功率44.3%などの記録を作っている。4年次には1試合平均18.6得点、5.4アシストを記録した。
1989年のNBAドラフトでシカゴ・ブルズから1巡目全体18位で指名されて入団。初年度から81試合に出場、チームは55勝27敗でイースタン・カンファレンスファイナルまで進出した。2シーズン目にはベテラン先発ガードのジョン・パクソンに代わって出場時間を増やしブルズがレギュラーシーズン61勝をあげてロサンゼルス・レイカーズを破りNBAファイナル初優勝することに貢献した。翌シーズンも控えとしての起用ながらプレイタイムはパクソンとほぼ同じ程度となり1試合あたり二桁得点を記録しブルズが67勝15敗で、2連覇するのに貢献した。トライアングルオフェンスにおいて、アームストロングやパクソンといったピュアシューターは貴重な存在で、オープンショットを確実に決めることで相手チームに与えるダメージは途轍もなく大きいものであった。ファンもそれをわかっており、アームストロングのベビーフェイスと、気の強いクラッチシュートはファンからとても人気で、彼がシュートを決めると会場は大いに盛り上がった。1992-93シーズンからは先発で出場するようになり、ブルズの3連覇に貢献した。この年彼は3ポイントシュート成功率リーグトップの45.3%をマークした。1993-94シーズンは、マイケル・ジョーダンの突然の引退によりスコッティ・ピッペン、ホーレス・グラントに次ぐチームで3番目の平均得点をあげ初めてオールスターゲームに出場した。チームは55勝27敗でプレイオフ2回戦でニューヨーク・ニックスに敗退した。1994-95シーズンは、再びチームで3番目の平均得点をあげ、シーズン終盤に復帰したマイケル・ジョーダン、スコッティ・ピッペン、トニー・クーコッチと共に47勝35敗で終え、プレイオフ2回戦まで進出した。
1995年、新加入のトロント・ラプターズにエクスパンション・ドラフトで指名されたが入団を拒否、ゴールデンステート・ウォリアーズにトレードで移籍して2年間プレイした。
1997年、シーズン開幕後4試合プレイした後、マグシー・ボーグス、トニー・デルクとの交換でシャーロット・ホーネッツにトレードされた。その後1999年3月10日、グレン・ライス、J・R・リードと共にロサンゼルス・レイカーズのエディー・ジョーンズ、エルデン・キャンベルとトレードされたがレイカーズにより即日ウェイバー公示されて3月14日にオーランド・マジックと契約を交わした。同年8月30日、彼は2度の栄光が終わり再建途上にあるブルズに復帰し1シーズンプレイした。
現役引退後、ブルズのフロントに入り、ゼネラルマネージャー、ジェリー・クラウスの補佐をした。2003年にゼネラルマネージャーにジョン・パクソンが就任したときも、彼はチームに2年間留まり2005年に退団した。
その後彼は、ESPNでバスケットボール解説者になっている。

## 個人成績

### NBA

#### レギュラーシーズン
| シーズン     | チーム       | GP  | GS  | MPG  | FG%  | 3P%   | FT%  | RPG | APG | SPG | BPG | PPG  |
| ------------ | ------------ | --- | --- | ---- | ---- | ----- | ---- | --- | --- | --- | --- | ---- |
| 1989–90      | CHI          | 81  | 0   | 15.9 | .485 | .500  | .885 | 1.3 | 2.5 | .6  | .1  | 5.6  |
| 1990–91†     | CHI          | 82  | 0   | 21.1 | .481 | .500  | .874 | 1.8 | 3.7 | .9  | .0  | 8.8  |
| 1991–92†     | CHI          | 82  | 3   | 22.9 | .481 | .402  | .806 | 1.8 | 3.2 | .6  | .1  | 9.9  |
| 1992–93†     | CHI          | 82  | 74  | 30.4 | .499 | .453* | .861 | 1.8 | 4.0 | .8  | .1  | 12.3 |
| 1993–94      | CHI          | 82* | 82* | 33.8 | .476 | .444  | .855 | 2.1 | 3.9 | 1.0 | .1  | 14.8 |
| 1994–95      | CHI          | 82* | 82* | 31.4 | .468 | .427  | .884 | 2.3 | 3.0 | 1.0 | .1  | 14.0 |
| 1995–96      | GSW          | 82  | 64  | 27.6 | .468 | .473  | .839 | 2.2 | 4.9 | .8  | .1  | 12.3 |
| 1996–97      | GSW          | 49  | 17  | 20.8 | .453 | .278  | .861 | 1.5 | 2.6 | .5  | .0  | 7.9  |
| 1997–98      | GSW          | 4   | 0   | 14.8 | .316 | .000  | .714 | 1.8 | 1.5 | 1.0 | .0  | 4.3  |
| 1997–98      | CHA          | 62  | 0   | 12.5 | .510 | .265  | .860 | 1.1 | 2.3 | .4  | .0  | 3.9  |
| 1998–99      | CHA          | 10  | 1   | 17.8 | .488 | .750  | .900 | 1.6 | 2.7 | .3  | .0  | 5.7  |
| 1998–99      | ORL          | 22  | 0   | 8.2  | .422 | .143  | .818 | 1.0 | 1.5 | .4  | .0  | 2.2  |
| 1999–00      | CHI          | 27  | 18  | 21.6 | .446 | .448  | .880 | 1.7 | 2.9 | .3  | .0  | 7.4  |
| 通算         | 通算         | 747 | 341 | 23.8 | .477 | .425  | .856 | 1.8 | 3.3 | .7  | .1  | 9.8  |
| オールスター | オールスター | 1   | 1   | 22.0 | .556 | .500  | ---  | 1.0 | 4.0 | .0  | .0  | 11.0 |

#### プレーオフ
| シーズン | チーム | GP  | GS | MPG  | FG%  | 3P%  | FT%  | RPG | APG | SPG | BPG | PPG  |
| -------- | ------ | --- | -- | ---- | ---- | ---- | ---- | --- | --- | --- | --- | ---- |
| 1990     | CHI    | 16  | 0  | 13.6 | .339 | .000 | .917 | 1.3 | 1.8 | .6  | .0  | 4.0  |
| 1991†    | CHI    | 17  | 0  | 16.1 | .500 | .600 | .800 | 1.6 | 2.5 | 1.1 | .1  | 5.5  |
| 1992†    | CHI    | 22  | 0  | 19.7 | .453 | .294 | .789 | 1.1 | 2.1 | .6  | .0  | 7.3  |
| 1993†    | CHI    | 19  | 19 | 33.8 | .524 | .512 | .909 | 1.5 | 3.3 | 1.0 | .1  | 11.4 |
| 1994     | CHI    | 10  | 10 | 36.0 | .519 | .583 | .818 | 2.4 | 2.5 | .8  | .0  | 15.3 |
| 1995     | CHI    | 10  | 10 | 28.8 | .456 | .448 | .818 | 1.8 | 2.7 | .6  | .0  | 10.3 |
| 1998     | CHA    | 9   | 0  | 16.2 | .381 | .400 | .750 | 1.1 | 2.0 | .7  | .0  | 4.1  |
| 1999     | ORL    | 2   | 0  | 1.5  | .000 | ---  | ---  | .0  | .5  | .0  | .0  | .0   |
| 通算     | 通算   | 105 | 39 | 22.5 | .471 | .451 | .832 | 1.4 | 2.4 | .8  | .0  | 7.9  |

## その他
- 彼がブルズ時代に着けていた「10番」は1995年に彼が退団した後、往年のスター選手だったボブ・ラブの永久欠番となった。そのため、復帰した後は「11番」を使用した。
- 1996/97シーズンの終盤まで577試合に連続出場、NBA史上3位の記録を作った。